# Xanthorhoe tricolorata
Xanthorhoe tricolorata är en fjärilsart som beskrevs av Paul Dognin 1902. Xanthorhoe tricolorata ingår i släktet Xanthorhoe och familjen mätare. Inga underarter finns listade i Catalogue of Life.